# زائفة كهرمانية
زائفة كهرمانية (الاسم العلمي: Pseudomonas fulva) هي نوع من البكتيريا تتبع جنس الزائفة من فصيلة الزوائف.